# 24120 Джереміблум
24120 Джереміблум (24120 Jeremyblum) — астероїд головного поясу, відкритий 3 листопада 1999 року.
Тіссеранів параметр щодо Юпітера — 3,249.